# Nicolas Dautricourt
Pour les articles homonymes, voir Dautricourt.
Nicolas Dautricourt est un violoniste français, né le 8 janvier 1977 à Chartres.

## Biographie
Nicolas Dautricourt étudie notamment avec Philip Hirschhorn, Miriam Fried et Jean-Jacques Kantorow. Il est admis en 1993 à l’âge de 16 ans au Conservatoire national supérieur de musique et de danse de Paris, où il obtient un 1er prix de Violon 1er nommé avec mention spéciale du Jury (classe de Jean-Jacques Kantorow), ainsi qu’un premier prix de musique de chambre à l’unanimité avec le quatuor à cordes Kinsky (classe de Jean Mouillère) ; il est alors reçu 1er nommé en cycle de perfectionnement de violon et a suivi parallèlement un cursus d’écriture au conservatoire d’Issy-les-Moulineaux dans la classe d’Isabelle Duha où il obtient un premier prix 1er nommé[réf. nécessaire].
Membre de la Chamber Music Society of Lincoln Center de New York, Nicolas Dautricourt fait en janvier 2019 ses débuts à la Philharmonie de Paris avec l’Orchestre national d'Île-de-France, et se produit régulièrement sur des scènes comme le Kennedy Center, Alice Tully Hall, Wigmore Hall, le Moscow Tchaikovsky Hall, le Bunka Kaikan de Tokyo, la salle Pleyel, la Cité de la Musique et le Théâtre des Champs-Élysées à Paris,.
Il est également fréquemment invité, en soliste parfois, pour des festivals classiques ou de jazz tels que le Festival Enesco de Bucarest, Lockenhaus Kammermusikfest, Music@Menlo, Ravinia, Pärnu, Davos, Sintra, Printemps des Arts de Monte-Carlo, Rencontres Musicales d’Évian, Folles Journées de Nantes et de Tokyo, Jazz à Vienne, Jazz in Marciac, Sud-Tyroler Jazz Festival, Jazz San Javier, Copenhagen Jazz Festival, et l' European Jazz Festival à Athènes. Il est invité aux Victoires de la musique classique en 2016.
Il est directeur artistique des « Fêtes Musicales de Corbigny », et est depuis 2021 professeur de violon au conservatoire à rayonnement régional de Versailles.

## Instrument
Il joue un instrument d'Antonio Stradivarius fait à Crémone en 1713, le "Château Pape Clément", mis à sa disposition par Bernard Magrez.

## Discographie
- The Enescu Project - Nicolas Dautricourt (violon), Quatuor Capriccio, Benedict Klöckner (violoncelle), David Gaillard (alto), Maya Koch (violon) - Orchid Classics 2022 (Distribution Naxos)[3]
- Symphonie pour la Vie DoMiSi LaDoRé, N. Dautricourt, avec Dimitri Saroglou (piano) - Morgen de R.Strauss, avec Karine Deshayes (soprano) et Frank Braley (piano) - Fondation des Hôpitaux de Paris, Hôpitaux de France 2020 (Distribution Warner Music France)
- Porgy & Bess revisited, Nicolas Dautricourt (violon), Pascal Schumacher (vibraphone), Knut-Erik Sundquist (contrebasse) - Orchid Classics 2019 (Distribution Naxos)
- Sanseverino & Tangomotan, Nicolas Dautricourt (violon), Stéphane Huchard (batterie) - Little Big Music 2019 (Distribution Sony Music Entertainment)[4]
- Bach, 6 sonatas for violin & piano BWV 1014-1019, Nicolas Dautricourt (violon), Juho Pohjonen (piano) - la Dolce Volta 2018 (Distribution Harmonia Mundi)
- Benjamin Godard, intégrale des sonates pour violon et piano, World Premiere Recording - Nicolas Dautricourt (violon), Dana Ciocarlie (piano) - Aparte 2016 (Distribution Harmonia Mundi)
- Jacques Lenot. La lettre au voyageur, Nicolas Dautricourt (violon), Dana Ciocarlie (piano) - L’Oiseau prophète 2016[5]
- La symphonie des siècles, Félix Mendelssohn : Concerto pour violon op 64 - Nicolas Dautricourt (violon), François-Xavier Roth (direction) - Live recording (05/07/2015), Cité de la Musique et de la Danse de Soissons (02)
- Sibelius: Humoresques, Nicolas Dautricourt (violon), Juho Pohjonen (piano) Orchestra Vigo 430, dir Alejandro Garrido - la Dolce Volta 2015 (Distribution Harmonia Mundi)
- Tonal Twilights Schoenberg Transfigurations - Nicolas Dautricourt (violon), Bertrand Raynaud (violoncelle), Nicolas Baldeyrou (clarinette), Kazunori Seo (flûte), Laurent Wagschal & Jong-Hwa Park (piano) - Virtus Classics 2013 (Distribution Naxos)
- Joseph-Guy Ropartz, sonate pour violon et piano no 2, Nicolas Dautricourt (violon), François Kerdoncuff (piano) - Timpani 2013
- Summertime : Jean Sugitani (piano) (La prima volta 2009)
- Karol Szymanowski : l’œuvre complète pour violon et piano - Laurent Wagschal (piano) (Saphir productions 2003)
- Ernest Chausson / Félix Mendelssohn : Concert op.21, Double Concerto - Orchestre d'Auvergne, Laurent Wagschal (piano), Arie van Beek (Calliope 2002, distribution Harmonia Mundi)

## Récompenses et distinctions

### Prix
Nicolas Dautricourt est lauréat du Concours international Henryk-Wieniawski, du Concours international des Jeunesses Musicales de Belgrade, des Concours internationaux Rodolfo Lipizer (en) et Gian-Battista Viotti, également boursier de la Fondation Natexis.
- Prix Georges Enesco de la Sacem[2] - 2008
- Finaliste Concours International Henryk Wieniawski Poznań (Pologne) - 2001
- Finaliste Concours International Belgrade (Serbie) - 2001
- Prix spécial Concours International Rodolfo Lipizer (Italie) - 2001
- Lauréat "Fondation Natexis" - 1999/2001
- Révélation classique de l'Adami, Midem de Cannes[2] - 1999

### Décoration
- Chevalier de l’ordre des Arts et des Lettres - 2020[6].